# Histoire de Mayotte

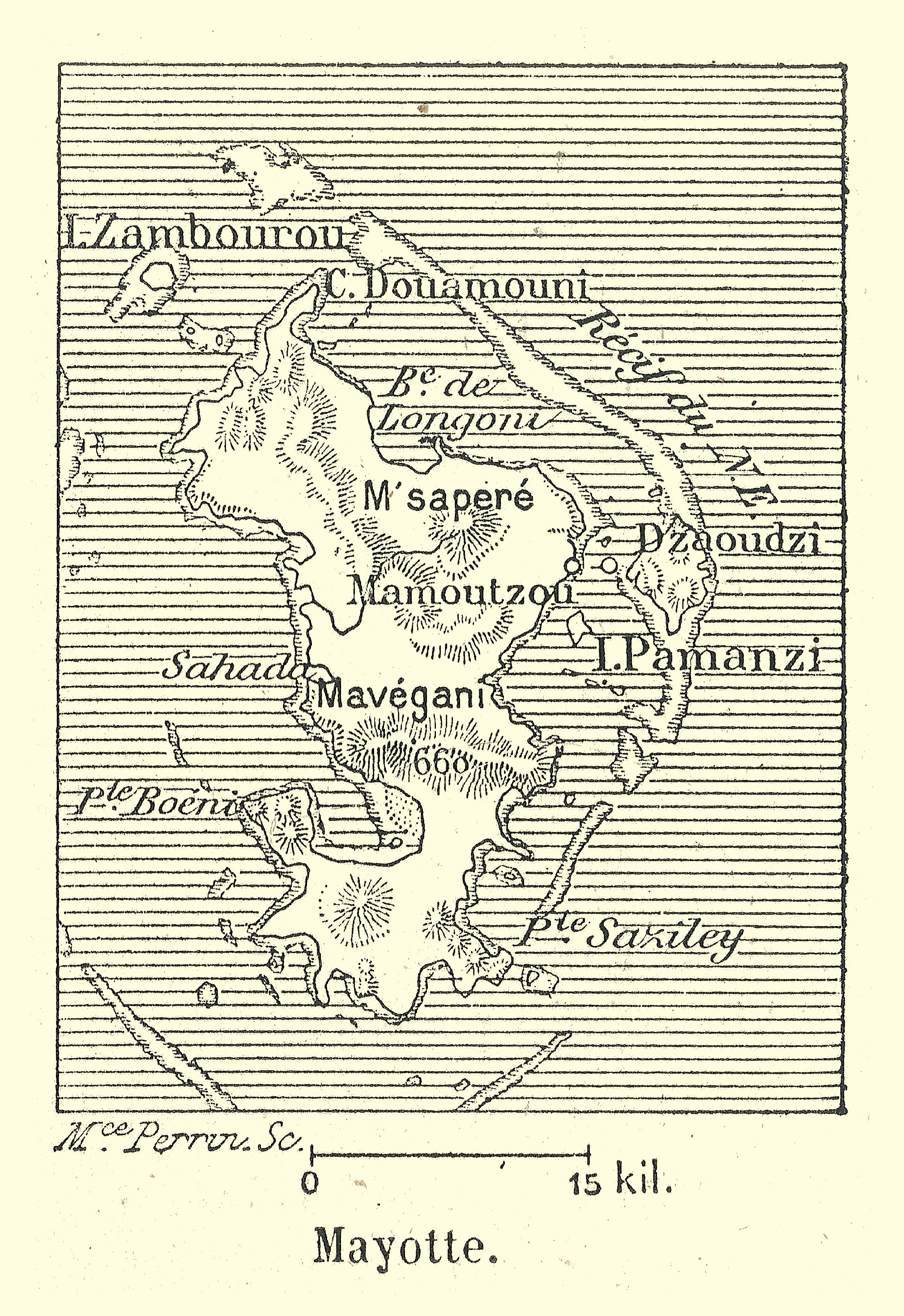
Carte de Mayotte datant de 1894.

Pour un article plus général, voir Histoire de l'archipel des Comores.
L'histoire de Mayotte a été marquée par l'histoire du monde maritime de l'océan Indien, longtemps dépendante de la navigation saisonnière arabo-indienne au contact des cultures africaines et malgaches, puis par l'influence européenne. Les premières traces archéologiques de peuplement humain remontent au VIIIe siècle. La société mahoraise a eu des chefs appelés fani durant les huit siècles suivants. À la suite des conversions progressives à l'islam à partir du XIIe siècle, un nouveau sultanat, celui des Shirazi, s'instaure au XVe siècle. La guerre avec Anjouan entamée au XVIIIe siècle s'éteint au siècle suivant. Colonisée par la France à partir de 1841, elle en devient un département d'outre-mer depuis 2011.

## Origine du peuplement
Seule la recherche archéologique, débutée depuis les années 1970, permet de documenter les premiers siècles du peuplement de l'île. Les principaux sites archéologiques de Mayotte qui ont été fouillés par les archéologues se situent en Petite Terre (Bagamoyo) et en Grande Terre (Dembeni, Acoua). Ils apportent la preuve que très tôt, Mayotte est en relation avec le reste de l'océan Indien, en tant que véritable plaque tournante entre l'Afrique swahilie et Madagascar[réf. nécessaire].

### Un peuplement envisageable dès le début du premier millénaire de notre ère
Il se dessine, au travers des sources gréco-romaines des Ier et IIe siècles (Pline l'Ancien et l'anonyme du Périple de la mer Érythrée) que la région de l'océan Indien occidental était déjà connue, notamment pour la chasse des tortues de mer alimentant le commerce de l'écaille. Un peuplement saisonnier ou des visites ponctuelles par des pêcheurs sont donc envisageables dès le début du premier millénaire de notre ère. Les découvertes récentes du professeur tanzanien Félix Chami en Grande Comore (grotte de Malé) permettaient d'envisager un « âge de pierre » durant cette époque pré-islamique, cependant encore très peu documenté et sans trace archéologique probante à Mayotte.

### La première période de peuplement (VIIIe–XIIesiècle)
Comme pour les autres îles de l'archipel des Comores, les premières populations documentées débutent au VIIIe siècle (le site archéologique de Koungou, au nord de Mayotte, a fourni des charbons datés par carbone 14 de ce siècle). L'origine de ces premiers habitants est multiple, Africains bantous et Austronésiens (ou Protomalgaches) originaires de l'archipel indonésien (Kalimantan et Célèbes). Si l'arrivée d'Austronésiens se comprend par leur volonté de commercer avec l'Afrique, la présence bantoue serait le résultat soit de migrations volontaires venues coloniser l'ensemble comoro-malgache, soit les signes d'une traite ancienne du fait des Austronésiens. En effet, au Xe siècle, le persan Borzog ibn Shariyar, dans les Merveilles de l'Inde, rapporte la présence de « Wac wac » (Austronésiens) à la côte du pays des Zenj (Zanguebar) venus quérir des esclaves.
En effet, dès le IXe siècle, le commerce entretenu par les Austronésiens entre Madagascar et la côte africaine où se développent les sociétés swahilies est très intense et repose notamment sur l'exportation de fer produit à Mayotte (site de Dembeni, IXe – XIIe siècle). Dès cette époque, des marchands arabo-persans font escale dans l'archipel (nécropole de Bagamoyo) introduisant avec eux l'islam dans l'île.
Il semble que les premiers habitants appartiennent déjà aux premiers peuples swahilis, caractérisés par une culture d'origine bantoue répandue sur l'ensemble des rivages de l'Afrique orientale de la Somalie au Mozambique, entretenant des relations encore mal connues avec les populations malgaches, d'origine austronésienne. Mayotte et Anjouan ont été occupées apparemment plus tardivement car les deux îles se différencient de l'ensemble des Comores par une évolution linguistique spécifique. Le commerce maritime, très actif dès cette époque, atteste de contacts avec le Moyen-Orient musulman. Les plus vieux vestiges d'occupation humaine ont été retrouvés à Acoua, et datent de cette période ; les premières populations n'étaient vraisemblablement pas musulmanes, et ne se seraient islamisées que plus tard, au contact des marchands arabes. Mayotte est alors une étape dans le commerce entre l'Afrique et Madagascar, comme l'attestent les données archéologiques du site d'Ironi Bé à Dembeni.

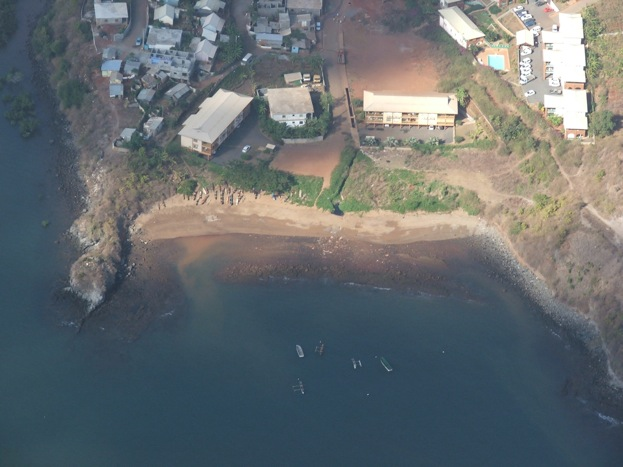
Plage de Koungou, au nord de Mayotte où a été reconnu le plus ancien site archéologique de l'archipel des Comores (VIIIe siècle)
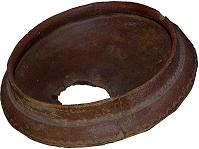
Vase, Xe siècle, découvert par C.Allibert sur le site de Bagamoyo (Petite Terre), il servait de « couvercle » à un petit four à chaux de technologie austronésienne.
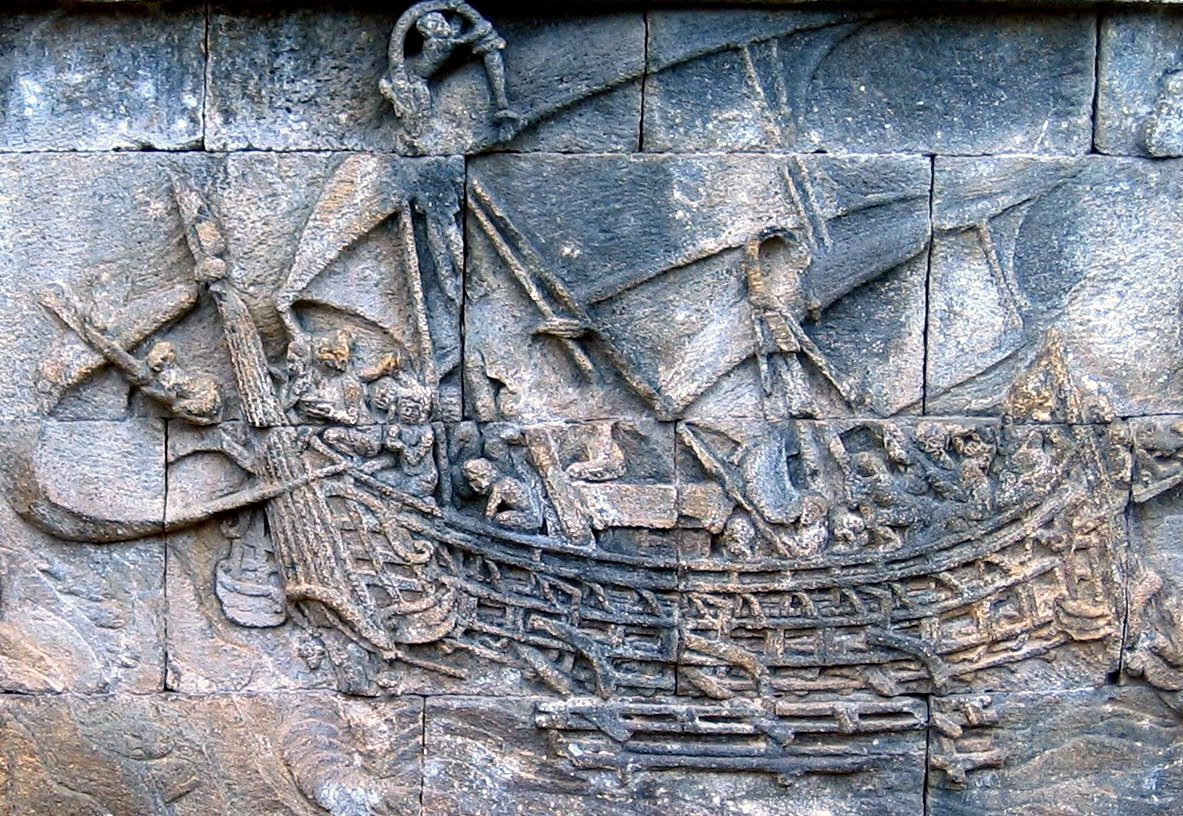
Bas relief du temple de Borobudur (Java, Indonésie) avec représentation d'un navire austronésien du IXe siècle.

### Le site archéologique de Dembeni (IXe–XIIesiècle)

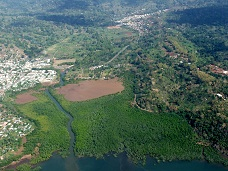
Vue aérienne de Dembeni.

Situé sur la côte orientale de Mayotte, surplombant une plaine côtière fertile, le site ancien de Dembeni (près du village actuel de Tsararano) est le plus important site médiéval de l'île tant par sa taille — plusieurs hectares — que pour ce qui a été trouvé à la suite des recherches archéologiques, principalement conduites par Claude Allibert.
La superficie et la taille de certains dépotoirs témoignent d'une concentration humaine très élevée. La métallurgie y est attestée. Les lingots de fer ainsi produits étaient destinés au monde indien et au Moyen-Orient. On a pensé jusque que dans les années 1980 que la prospérité de Dembeni était due au commerce du fer. Mais des recherches menées en 2013 semblent montrer que Dembeni était également une place de redistribution des produits malgaches, surtout le cristal de roche. Celui-ci était extrait de mines malgaches et était débité à Dembeni, où étaient retirés scories et parties impures.
Il était ensuite revendu à des marchands arabes, juifs et persans, le cristal de roche étant recherché par des ateliers d'Irak, d'Égypte et de Perse pour la confection d'objets de luxe. Des textes persans de l'époque indiquent d'ailleurs que le cristal de roche venait d'une île de la cote des Zandj. La période de prospérité de Dembeni correspond à la période de production des plus belles pièces de cristal de roche en Égypte et en Iran. Ces activités expliquent l'incroyable prospérité du site où des objets originaires de Madagascar, du Moyen-Orient et même de Chine (porcelaine blanche Tang du IXe siècle) ont été retrouvés en quantité. Une céramique originale, à engobe rouge et parfois graphitée, que l'on retrouve en abondance (peut-être la preuve d'une production locale) connaît une diffusion importante entre le IXe et le Xe siècle, de la côte occidentale de Madagascar aux cités swahilies africaines et jusqu'à la péninsule arabique, où des exemplaires ont été retrouvés sur le site archéologique de Sharma (Xe – XIIe siècle), en Hadramaout.
Quant à l'origine des Dembeniens, on s'accorde à reconnaître dans leur culture les caractéristiques des populations austronésiennes ou « proto malgaches », bien que certains indices trahissent une présence bantoue.
Ce site, malheureusement attaqué par l'urbanisation, n'a pas livré tous ses secrets : aucune sépulture n'y a été encore découverte et l'on ignore encore par conséquent si les Dembeniens étaient islamisés. Enfin les causes de l'abandon du lieu restent mal expliquées : une modification des réseaux commerciaux pourrait expliquer son déclin à partir du XIIe siècle lorsque des comptoirs tenus par des islamisés se développent directement à Madagascar et réduisent l'archipel des Comores au seul rôle d'escale.

## L'époque des Fani bâtisseurs (XIIIe–XVesiècle)
Du XIIIe au XVe siècle, l'île est sous la direction de chefs musulmans, les Fani, et connaît un « âge d'or » du fait de sa position stratégique dans le commerce entre Madagascar et le monde swahili. Les relations avec la côte et la grande île sont importants, et les restes de poteries africaines, malgaches, indiennes et même chinoises attestent d'un commerce florissant. Les fouilles menées à Dembeni ont mis en évidence des céramiques importées du golfe Persique, d’Inde, de Chine ainsi que des produits malgaches (notamment du cristal de roche travaillé) datant du IXe au XIIe siècle.

### Les premières chefferies auXIesiècle
Si le déclin du site de Dembeni au XIIe siècle est manifeste, d'autres communautés villageoises de taille réduite poursuivent néanmoins la mise en valeur agricole de l'île, jetant la trame villageoise actuelle.
Les premières enceintes fortifiées apparaissent (rempart de Majicavo, d'Acoua, etc.) et signalent dès cette haute époque l'existence de potentats locaux attribuables à des chefferies. L'élevage du zébu, déjà présent lors de la période Dembeni, se généralise : nombre de ces enclos villageois sont des enclos pastoraux. La constitution de cheptel, la maîtrise du commerce et l'islamisation participent à l'apparition d'une aristocratie. Ainsi s'élabore dès le XIe siècle une période nouvelle qui préfigure la structuration politique de l'archipel des Comores en sultanats : l'époque des Fani. Ce terme désigne les chefs, hommes ou femmes islamisés, dirigeant l'espace villageois, entité politique alors indépendante.

### Une influence croissante de la côte swahilie
L'archipel des Comores constitue la frontière sud de l'aire culturelle swahilie qui se développe à partir de la fin du Moyen Âge dans cette région que l'on appelle en Europe le Zanguebar ; Mayotte constitue également le point de contact de cet ensemble avec la culture malgache, très différente, ce qui fait très tôt de cette île un carrefour d'influences — mais aussi une cible guerrière. Les influences venues de l'ensemble de l'océan Indien, mais aussi de la côte africaine, chamboulée par l'irruption des Bantous, et de la côte malgache, ne cessent de façonner la société swahilie insulaire. Une immigration bantoue et malgache (Sakalava) commence progressivement.
Mayotte, comme le reste de l'archipel, entre alors sous l'influence de la culture swahilie, influence qui s'explique comme à Ngazidja et à Ndzuani par l'installation de nouveaux clans originaires de la côte swahilie et sudarabique, venus principalement pour s'enrichir du commerce régional et propager l'islam[réf. nécessaire]. Ces nouvelles influences transforment profondément la société qui adopte le même mode de vie que les populations swahilies de la côte africaine. C'est alors que des petites bourgades se constituent, prospérant du commerce des esclaves principalement et de l'exportation des productions agricoles (viandes, riz). Les premières habitations en pierre, résidences des élites révélées par l'archéologie, apparaissent dès le XIVe siècle. Les rivalités entre ces localités et peut-être déjà entre les îles, se traduisent par la multiplication des sites fortifiés. Les principales localités d'alors sont Mtsamboro, Acoua, Tsingoni, Bandrélé... qui connaissent un fort développement et amorcent un processus d'urbanisation.

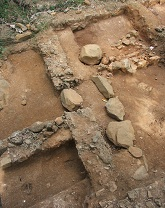
Aperçu de la fouille du quartier des notables d'Acoua avec vestiges de constructions des XIVe – XVe siècles.
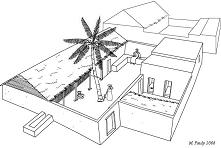
Restitution d'une habitation aisée à Acoua, au XVe siècle.

### Islamisation des élites
Si les sépultures islamiques de la nécropole de Bagamoyo (IXe – Xe siècle) témoignent d'une présence ancienne de l'islam dans l'île, le nombre croissant de découvertes de sépultures musulmanes datées des XIe et XIIe siècles atteste d'une islamisation massive des élites mahoraises autour du XIIe siècle, ce qui rejoint les écrits d'al Idrissi qui au XIIe siècle rapporte que les élites de l'archipel sont musulmanes (il s'agit alors de la première mention écrite de l'archipel des Comores). Si l'islam sunnite chaféite, développé à la côte swahilie, est imposé par le sultanat shirazi au XVe siècle, il n'en a pas toujours été ainsi puisque le soufisme chiite et l'ibadisme ont laissé des traces sur l'île : au travers du nom de certains fani, de la vénération des tombes des saints – ziara – et de l'existence sur le site de Mitseni des vestiges d'une mosquée ibadite antérieure à la mosquée chaféite, enfin dans la légende, datée des XIVe et XVe siècles, de Matsingo et de son époux Mwarabu (l'Arabe), ce dernier veut enseigner l'islam chaféite aux chefs de l'île et voit le refus de certains prétextant qu'ils ont déjà leurs propres traditions islamiques.

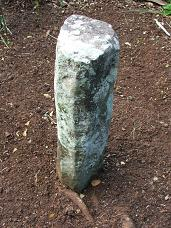
Tombe (colonne basaltique dressée) sur le site de Mitseni
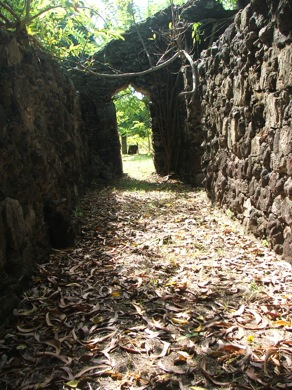
Couloir latéral occidental et porte nord de la mosquée de Polé (Petite Terre), XVe – XIXe siècle.

#### Mosquées anciennes de Mayotte

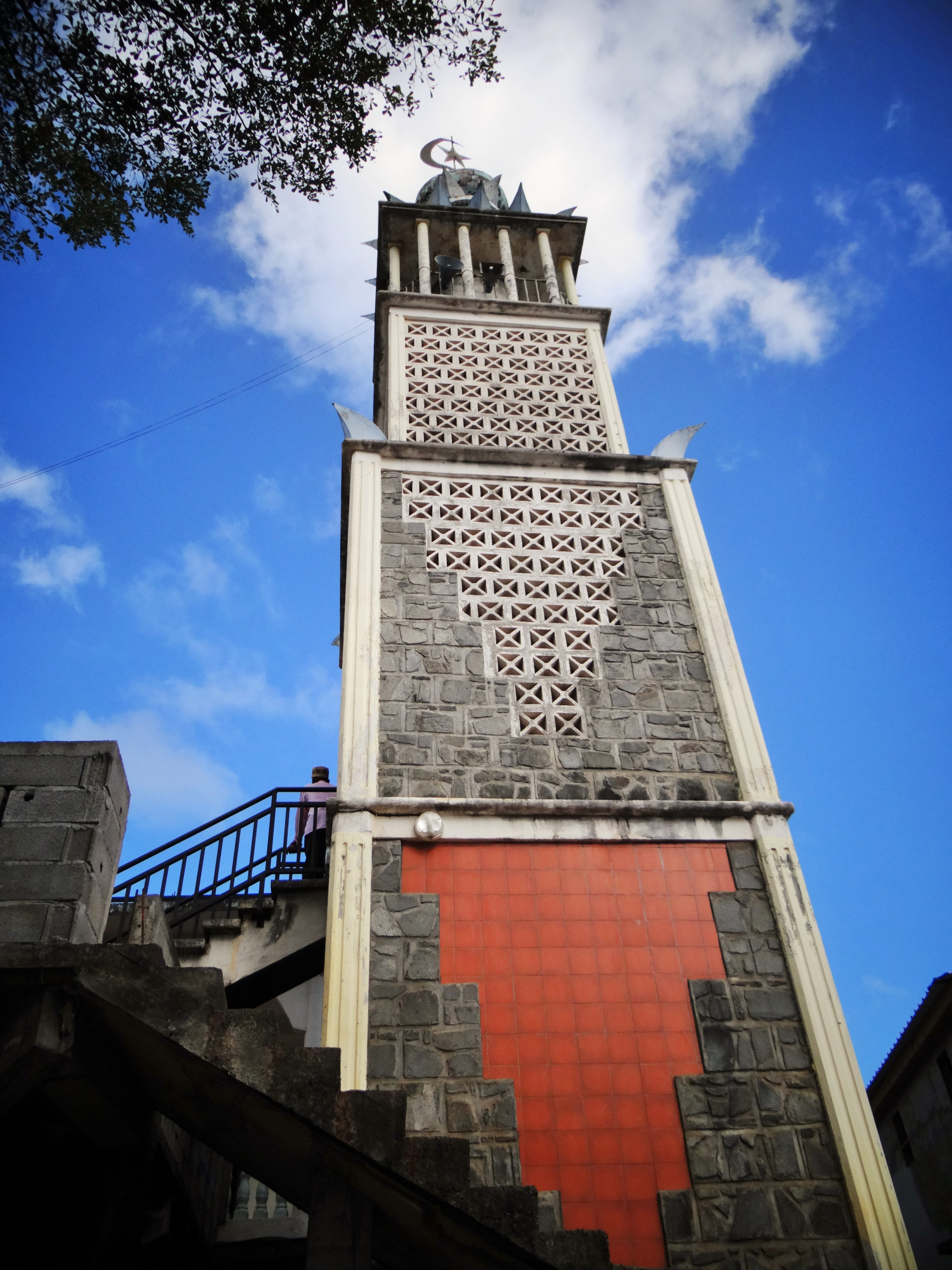
Minaret de la Mosquée de Tsingoni, la plus ancienne mosquée en activité de France. Si la mosquée remonte au moins au XVIe siècle, le minaret est bien postérieur.

Bien que des sépultures islamiques aient été découvertes dans la nécropole de Bagamoyo (Petite-Terre) pour les IXe – Xe siècles, aucune mosquée remontant à cette haute époque n'a encore été révélée à Mayotte, d'une part parce que la recherche archéologique est encore très insuffisante dans ce domaine et d'autre part parce que les édifices religieux de cette époque étaient construits en matériaux périssables et n'ont donc laissé peu de traces visibles pour orienter une fouille archéologique.
Une vingtaine de mosquées anciennes existent à Mayotte et la très grande majorité sont en ruine du fait de l'abandon de ces anciens villages à la fin du XVIIIe siècle. Leur datation est très incertaine : les plus anciennes pourraient remonter au XIVe siècle mais seule la date de la mosquée de Tsingoni est aujourd'hui acquise grâce à une inscription conservée dans son mihrab. En effet, le sultan Aïssa (ou Ali) ben Mohamed embellit la première mosquée signalée dès 1521 par l'ajout d'un mihrab en 1538.
Les mosquées anciennes de l'île présentent les mêmes grandes caractéristiques empruntées à l'architecture religieuse swahili elle-même copiée des mosquées du Hadramaout : une salle de prière avec mihrab encadré par deux couloirs latéraux accessibles par une cour où est placé un bassin pour les ablutions. Ces mosquées n'ont pas de minaret et, de taille modeste, ne peuvent accueillir qu'une cinquantaine d'hommes. Les toitures étaient principalement réalisées avec une couverture végétale à deux pans, mais Tsingoni possédait une toiture plate soutenue par des piliers dans la salle de prière. Les murs, construits en blocs de pierre et de corail sont généralement couverts d'enduit de chaux et ne possèdent pas d'autre décoration. Le mihrab de Tsingoni, réalisé à partir de corail sculpté, est à ce titre un exemplaire remarquable et unique dans l'île de l'art religieux dont on retrouve des parallèles à Domoni (Anjouan) et dans les anciennes cités swahili de la côte africaine.

### Société esclavagiste dirigée par les élites islamisées
Modèle:Section sans sources
La société d'alors, est dominée par l'aristocratie Fani. Cosmopolite, elle est le fruit du brassage entre l'ancienne aristocratie et les nouveaux clans.
L'essentiel de la population n'en reste pas moins composée d'esclaves qui ont grandement contribué à peupler et mettre en valeur l'île.
En effet, au cours des XIIIe – XIVe siècles, le nombre de villages ne cesse d'augmenter, et cette croissance démographique est si soudaine que seul le recours à l'esclavage peut expliquer.
C'est d'ailleurs à cette époque que se développent les ports Antalotes (Antalaotra) de la côte malgache, ports dont la prospérité est due à l'exportation des esclaves originaires des hauts plateaux malgaches (pays Hova) vers le Moyen-Orient via les Comores et les cités swahili. De nombreux indices (témoignages portugais) laissent entendre que les Comores importent aussi des esclaves africains. On entrevoit alors que dès les XIVe – XVe siècle, « l'élevage des esclaves » décrit en 1521 par Piri Reis est une spécialité déjà ancienne des Comores.
C'est donc dans une société largement intégrée au grand commerce, et principalement la traite des esclaves, et ayant adopté depuis plus d'un siècle le mode de vie swahili que vont s'épanouir au XVe siècle les premiers sultanats fondés par des princes swahilis de la lignée prestigieuse des Shirazi.

### Liste des Fani de Mayotte
Il s’agit de la liste la plus complète connue à ce jour. Découverte en 1979, elle fut étudiée et publiée par Claude Allibert et Saïd Inzoudine.
Chaque Fani est associé à une localité :
| Localité             | Fani                                |
| -------------------- | ----------------------------------- |
| Bandrélé (1)         | Muguzu mubadini et Sao Maringa      |
| Nyombeni             | Kulu dunu                           |
| Pole                 | Mwalimu Kashikazi                   |
| Mtsapéré             | Pir motuwabao                       |
| Koungou              | Zina wandru                         |
| Longoni              | Bako miko tutu                      |
| Dzoumogné            | Mariamu                             |
| Saba Marumba (2)     | Koho mutsanga                       |
| Saba mutsanga (2)    | Mama mutsanga                       |
| Tsingoni             | Mamu shiko                          |
| Mtsamboro            | Mwalimu puru                        |
| Acoua                | Bakari Karuwa maro                  |
| Karihani             | Mwana mungwana                      |
| Maweni               | Waziri kutra                        |
| Munyombani           | Mwalimu shingi                      |
| Saziley              | Mama sazile                         |
| Choungui(1)          | Fusuliyamini et Mamiya diva         |
| Ouangani             | Makasa adamu                        |
| Wurini               | Bungo                               |
| Soulou               | Maki musa                           |
| Domweli              | Miko dili                           |
| Dembeni              | Kutra musa                          |
| Kwale                | Mwanesha musindzanu                 |
| Hajangoua            | Bandra musa                         |
| Huquzi (2)           | Malili Yabisha muhonkoni            |
| Handre               | Mamu kumila                         |
| Hamuro               | Mwalimu Khanakazi                   |
| shombo Shaliwdji (2) | Mwalimu mahodo                      |
| Muhuni (2)           | Muka rima                           |
| Bambo                | Mwalimu Bambo                       |
| Mronabéja            | Mududu wabuzi                       |
| Chirongui            | Pika                                |
| Mzouazia             | Mwalimu kali                        |
| Majimbi moya         | Alimadi musay                       |
| Djimawe              | Alimadi kufu wa mungu tsimwana damu |
| Hadipe (2)           | Marika yantsuzi                     |
| Pamandzi hashiwawa   | Madzina sharifu                     |

1 : deux Fani sont ainsi connus pour les villages de Bandrélé et Shungi.
2 : localité inconnue.

Les anciens mwalimu de Mayotte (manuscrit de Mkadara ben Mohamed, 1931).

Ce manuscrit fournit une liste des anciens mwalimu, légèrement différente de la liste précédente.
| Localité      | Mwalimou                                       |
| ------------- | ---------------------------------------------- |
| Shungi        | Diva Mame                                      |
| Mayombini     | Mami Adina                                     |
| Karihani ?    | Bedja Mhunguni et Malyaheja ben Bedja Mhunguni |
| Acoua         | Fani Bakari Karona Morona                      |
| Djimawe ?     | Alimadi Koju Majimbi-Hunguni                   |
| Mtsanga Hamro | Mami Mtsanga Swamha                            |
| Polé          | Mwalim Kachikazi Kobeyani Kudini               |
| Mtsamboro     | Mwalim puru                                    |
| Msapéré       | Piritkutua Baode                               |
| Niyomboni     | Fani Kolo Duni                                 |
| ?             | Fani Pugu Mlizi                                |
| Insunju       | Tazasuazetu                                    |
| Hamro         | Mwalimu Kanahazi                               |
| Dzaoudzi      | Diziri Nahudu Chumu                            |
| Bandrélé      | Fani Mguzuni et Fani Siwamoringa               |
| Chirongui     | Fani Pere Dikuta                               |
| Jimawé        | Fani Masaha                                    |

## Établissement du sultanat
Les sources historiques plus nombreuses (sources épigraphiques, relations de voyage européennes, archéologie et traditions orales) permettent de mieux connaître l'histoire de l'archipel à partir du XVe siècle.

### Origine des princes shiraziens
Les Shirazi constituent un clan prestigieux et charismatique présent dans tout l'Océan indien occidental. Il s'agit de groupes islamisés originaire du golfe Persique (notamment de Siraf, le port de Shiraz) et qui s'établirent à la faveur des contacts commerciaux sur le littoral africain où ils fondèrent des sultanats (on peut à leur sujet parler de diaspora chiite en Afrique orientale). Ils s'établirent ainsi d'abord à Mogadiscio et à Barawa dans le Bénadir à partir du IXe siècle. On retrouve des princes shirazi à Kilwa, à partir du XIIe siècle, ainsi que sur l'île de Zanzibar au XIIIe siècle. L'important changement dynastique connu à Kilwa à la fin du XIIIe siècle avec l'avènement du sultan al-Hassan bin Talib entraîne l'exil de princes shirazi vers les Comores. C'est en effet au XIIIe siècle où se situe l'arrivée de princes shirazi aux Comores (légendes de l'arrivée de princesses shirazi à Ngazidja, mariage de la fille du fani Othman de Domoni à un « Arabe »). À cette première vague succède au XVe siècle une nouvelle installation de shirazi à Anjouan et à Mayotte, celle-ci aboutissant à la création de véritables sultanats. À cette date, les princes « shirazi » qui s'établirent aux Comores étaient, comme le reste des islamisés de la côte africaine swahilie depuis le XIIIe siècle, convertis à l'islam sunnite chaféite. C'est l'instauration des sultanats shirazi aux Comores qui conduisit à l'adoption du chaféisme dans ces îles, gommant les anciennes traditions islamiques anciennement établies (chiite, zaydite, ibadite qui purent s'y établir entre le Xe et le XIIIe siècle).

### Nouvelles routes commerciales: l'archipel des Comores au centre du monde
L'archipel des Comores constitue la frontière sud de l'aire culturelle swahilie qui se développe à partir de la fin du Moyen Âge dans cette région que l'on appelle à l'époque le Zanguebar ; Mayotte constitue également le point de contact de cet ensemble avec la culture malgache, très différente, ce qui fait de cette île un carrefour d'influences - mais aussi une cible stratégique. Les influences venues de l'ensemble de l'océan Indien, mais aussi de la côte africaine, chamboulée par l'irruption des Bantous, et de la côte malgache, ne cessent de façonner la société swahilie insulaire. Une immigration bantoue et malgache (Sakalaves) commence insensiblement, tandis que les contacts avec des ciilisations éloignées (autant européennes qu'asiatiques) se développent.
En 1453, la chute de Constantinople ferme brutalement les routes commerciales qui reliaient l'Europe à l'Orient. S'ouvre alors l'âge d'or du commerce maritime (dominé dans un premier temps par les Portugais, rivaux des Arabes), qui contourne l'Afrique pour atteindre l'Inde et la Chine : le canal du Mozambique se retrouve donc subitement au cœur de la principale route commerciale au monde, entraînant une importante période de prospérité pour les nombreuses îles et cités-États de l'aire culturelle swahilie.

### Création du sultanat de Mayotte
L'île de Mayotte (« Mawutu ») est mentionnée pour la première fois en 1490 sous la plume du navigateur arabe Ahmed Ibn Majid, signe d'une montée en importance au niveau commercial. Les Portugais entament des relations commerciales à partir de 1557, avec la visite de la flotte de Baltazar Lobo da Sousa.
Jusqu'à la fin du XVe siècle, l'île de Mayotte est morcelée en territoires indépendants commandés par des chefs, les "Fani". Ces derniers, hommes ou femmes (islamisés comme en témoignent les patronymes musulmans que la tradition leur attribue) constituent une aristocratie d'influence swahili et malgache héritière des siècles passés.
Venu d'Anjouan où le clan shirazi est établi depuis plusieurs générations, Attoumani ben Mohamed, par mariage avec la fille du puissant fani de Mtsamboro (Mwalimu Poro) fonde la première dynastie princière de l'île. De ce mariage naquit Jumbe Amina qui épousa le sultan d'Anjouan, Mohamed ben Hassan. Par ce mariage, le sultanat d'Anjouan, dominant déjà Mohéli, étendait son influence à Mayotte.
De ce mariage naquit Aïssa ben Mohamed. Celui-ci hérita, par sa mère Amina, du droit de régner sur le sultanat de Mayotte, qui dès lors affirma son indépendance vis-à-vis du sultanat d'Anjouan. La capitale fut alors transférée de Mtsamboro à Tsingoni (« Chingoni ») vers 1530. En 1538 était inaugurée la mosquée royale de Tsingoni, en partie conservée aujourd'hui. Ce sultanat, perpétuellement menacé par les projets d'annexion comoriens et malgaches, est reconnu jusqu'au début du XIXe siècle. C'est de cette époque que date l'établissement de l'islam sunnite chaféite et de l'Islam chiite pratiqué à Mayotte.

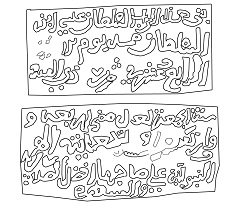
Relevé des inscriptions scellées dans le mihrab et donnant son année de construction.
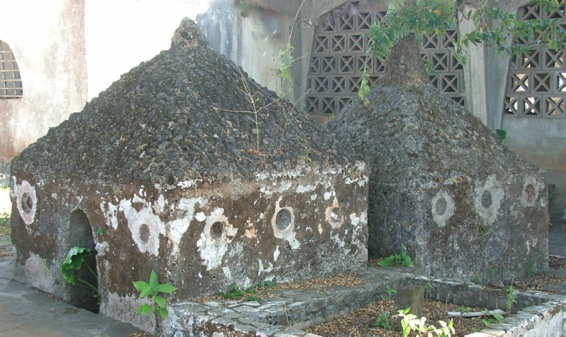
Mausolées shirazi de Tsingoni, ces tombes royales sont similaires aux sépultures à dôme de l'archipel de Lamu.

Le règne d'Aïssa (40 ans d'après certaines traditions) est une période de prospérité pendant laquelle le sultanat est consolidé (domination de tous les anciens Fani qui conservent néanmoins une partie de leurs anciens pouvoirs en exerçant localement la fonction de vizir), affirme son indépendance vis-à-vis d'Anjouan (fortification de localités de la côte occidentale -face à Anjouan-), et s'ancre dans la culture swahili (développement dans plusieurs localités de quartiers urbains en pierre, alliances matrimoniales avec les clans hadrami de l'archipel swahili de Pate, « plaque tournante » entretenant des réseaux commerciaux entre Madagascar, les Comores et la péninsule sudarabique (notamment pour la traite des esclaves malgaches). C'est en 1557, durant le règne d'Aïssa, qu'une flotte portugaise commandée par Baltazar Lobo da Susa explore l'île, seulement signalée par les Portugais en 1506.

### Les sultans de Mayotte
La succession des règnes s’appuie sur les différentes traditions existantes - notamment celle du cadi Omar Aboubacar de 1865 - confrontées aux sources historiques disponibles.
| Sultan                                           | Dates de règne               |
| ------------------------------------------------ | ---------------------------- |
| Attoumani ibn Ahmed (ou Uthman ibn Ahmed)        | seconde moitié du XVe siècle |
| Mohamed ibn Hassan dit Mchindra « le vainqueur » |                              |
| ‘Issa (ou Ali ?) ibn Mohamed                     | v1530-fin XVIe siècle        |
| Ali ibn Bwana Foumou ibn Ali                     |                              |
| Umar ibn Ali                                     | 1643-v1680                   |
| Ali ibn Umar                                     |                              |
| Ma naou binti Mwé Fani                           |                              |
| Aboubakar ibn Umar                               | v1700-1727                   |
| Salimou ibn Mwé Fani                             | 1727-1750                    |
| Bwana Kombo ibn Salim                            | 1752-v1790                   |
| Saleh ibn Mohamed ibn Bechir el Monzari          | vers 1790-1807               |
| Souhali ibn Salim                                | 1807-1817                    |
| Mahona Amadi                                     | 1817-1829                    |
| Bwana Combo                                      | 1829-1836                    |
| Andriantsoly                                     | 1832-1833, 1836-1845         |

### Sur la découverte de l'île de Mayotte

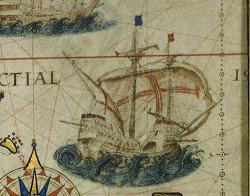
Caraque portugaise, d'après un portulan du XVIe siècle

Lorsqu'une flotte portugaise baptise l'île de Mayotte, en janvier 1507, l'île du Saint Esprit, en référence à l'un des navires de l'escadre, cela fait plus de six siècles que cette île est connue et fréquentée par des navigateurs arabes. Déjà au XVe siècle, Ibn Majid signale l'île de « Maouta » alors que l'archipel d'Al Qomor est décrit au XIIe siècle par Al Idrisi.
D'après les archives de l'amirauté portugaise, Mayotte est cartographiée par Diego Ribeiro en 1527.
Il semble que les premiers Européens à en fouler le sol soient l'équipage de la flotte de Baltazar Lobo da Susa, en 1557, puisqu'il est le premier a nous en livrer une description précise sur ses habitants. Cependant, les récifs de corail de Mayotte représentent un danger mortel pour les bateaux : c'est pourquoi jusqu'au XVIIIe siècle, l'île n'est pas un lieu d'escale ordinaire pour les grandes flottes et n'accueille que quelques grands navires européens venus s'y ravitailler par nécessité. Mais chaque description qu'elle fournit par ces relations de voyages sont très précieuses en l'absence de sources historiques directes comoriennes. Les seuls bateaux pouvant accoster sans risque à Mayotte étaient les navires souples typiques de la culture swahilie appelés « Mtepe », qui ne craignaient pas les récifs ou bancs de sable et pouvaient s'échouer sans risque directement sur les plages, sans besoin de port.

En 1521, l'amiral et cartographe ottoman Piri Reis visite Mayotte. Il la décrit en ces termes dans son Kitab-i Bahrije : 

« La seconde île est nommée Magota. On dit que les Portugais y ont mis des hommes. Elle a un Chah. Sa population est noire et blanche. Ils sont chafi'i, parmi eux point d'hypocrisie. Elle a une ville nommée Chin Kuni [Tsingoni]. N'y règnent que des cheikhs.. »

À partir du XVIIe siècle, les navigateurs européens recommandent aux navires en route pour les Indes de faire une pause atlantique au Cap-Vert au printemps et une pause indienne aux Comores en septembre, afin de profiter au mieux des courants de mousson, ce qui fait de l'archipel une place commerçante majeure de cette partie du monde.

## Le temps des «Sultans batailleurs»[11]
Les successeurs d'Aïssa sont des princes swahilis originaires de Paté ou d'Hadramaout se revendiquant Shirazi. Ceux-ci vont abandonner les pratiques matrilinéaires traditionnelle de transmission du pouvoir pour la patrilinéarité. La fin du règne du sultan Omar ben sultan Ali (1643-vers 1680) marque la fin de la prospérité du sultanat de Mayotte. Celui-ci est en effet affaibli par une série d'épisodes contribuant à la ruine et au dépeuplement de l'île : d'une part, les successeurs d'Omar ne vont cesser de se disputer le pouvoir, entraînant des "cascades de révolutions de palais", d'autre part, Mayotte est fréquentée entre 1680 et 1720 par des pirates européens refoulés des Caraïbes. Daniel Defoe attribue à l'un d'entre eux, Nathaniel North, le pillage de Tsingoni en 1701. Cet affaiblissement du sultanat de Mayotte ravive les prétentions du sultanat d'Anjouan à rétablir son hégémonie sur l'archipel. À partir des années 1740, des expéditions armées sont régulièrement dirigées depuis Anjouan sur Mayotte, causant la ruine de nombreuses localités. Enfin, à partir des années 1790, et ce, jusqu'en 1820, Mayotte, tout comme le reste de l'archipel, est pillée par les pirates Malgaches Betsimisaraka et Sakalava, en quête d'esclaves pour alimenter la traite en direction des plantations françaises de l'Ile de France (île Maurice) et de l'île Bourbon (La Réunion).
Les relations avec l'Europe sont pratiquement inexistantes au XVIIIe siècle : ainsi en 1751, l'Encyclopédie de Diderot et d'Alembert évoque à peine Mayotte dans un article de deux lignes : « MAYOTTE, ile, (Géog.) Mayota insula, c’est la plus méridionale des îles Comorres. Elle est située, selon M. de Lisle, dans le canal de Mozambique. ». L'article « Comorres » est encore plus court.

Les Anglais, meilleurs explorateurs de l'océan Indien, connaissent un peu mieux l'archipel des Comores : ainsi John Pike, de passage à Mayotte en 1704 sur le navire Interlope Rochester, décrit : 

« Ils commencent à être plus connus dans le monde qu'auparavant et les gens de Mascate comme ceux de Madagascar viennent faire du commerce avec eux. [De nombreux navires] s'y arrêtent aussi pour faire des rafraîchissements, ce qui les a enrichis. Mais ce qui est pire que tout, d'après ce qu'on m'a appris, c'est que les pirates de Madagascar viennent souvent ici, de sorte que, à cause d'une rencontre toujours possible avec ces coquins, je n'en ferais pas un endroit sûr pour un petit navire seul, bien que le pays soit agréable. »

.

### Rivalités entre les sultanats d’Anjouan et de Mayotte
À partir des années 1740, le sultanat de Mayotte subit les attaques répétées de son voisin anjouanais. La chronique du cadi Omar Aboubacar ignore pourtant cet aspect historique : cet auteur, « protégé » du sultan d’Anjouan Salim Ier, attribue davantage la ruine du sultanat aux razzias malgaches. Les sources historiques européennes signalent pourtant à plusieurs reprises ces incursions dont le principal enjeu est la capture d’esclaves qui sont ensuite vendus aux trafiquants négriers français. Parfois ceux-ci fournissent une aide précieuse lors de ces incursions et reçoivent comme salaire du sultan d’Anjouan des centaines de captifs.

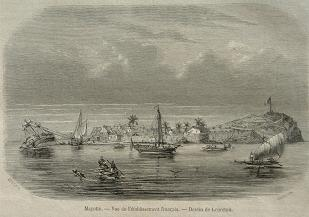
Dzaoudzi, 1855, gravure tirée du Magazine pittoresque, dessin de Lebreton.

L’origine de ces incursions est cependant liée à des querelles dynastiques, remontant à la fin du XVIIe siècle, lorsque Echati, une fille du sultan de Mayotte, Omar ben Ali, épouse un haut notable anjouanais Houssein Mwé Fani. Leur fille règne sur Mayotte au début du XVIIIe siècle sous le nom de sultane Mwanao binti Mwe Fani. Mais celle-ci est évincée du pouvoir par son oncle, Aboubakar ben Omar. On comprend alors le désir de Salim Ier de placer sur le trône de Mayotte un descendant d’un haut dignitaire anjouanais dont la famille est connue pour sa fidélité au sultan et l’exercice de très hautes fonctions à Anjouan (gouverneur de Mutsamoudou et commandant des armées…).
C’est ainsi que le second fils de Mwe Fani, Salimou ben Mwé Fani, renverse son oncle Aboubacar avec l’aide anjouanaise et devient sultan de Mayotte. Cette conquête s’est certainement déroulée en 1727, d’après les écrits de Mathieu de Gesnes.
Cependant le nouveau sultan Salim très vite va se retourner contre le sultanat d’Anjouan, refusant de faire allégeance au nouveau sultan d’Anjouan Ahmed, successeur du sultan Salim. Il s’ensuit une nouvelle incursion militaire anjouanaise qui cette fois-ci se solde par un cuisant échec lors de la bataille de Zidakani (petite cuvette à l’ouest de Tsingoni) vers 1750.
Le sultan Ahmed ne cessera tout au long de son règne de renouveler les tentatives de conquêtes : en 1781, d’après William Jones, deux garnisons ont ainsi été établies à Mayotte tandis qu’en 1783, une nouvelle expédition est préparée, de même en 1789 où des naufragés arrivant à Anjouan signalent l’absence du sultan et de nombreux habitants partis en campagne militaire à Mayotte.
En 1790 et 1791, deux expéditions sont commandées par le fils du sultan Ahmed, Salim mais sans davantage de succès malgré l’aide de deux trafiquants français L’assassinat de Salim ben Ahmed et l’avènement de Abdallah Ier d'Anjouan puis les incursions malgaches sur l’archipel mettent un terme à un demi-siècle de tentatives du sultanat d’Anjouan à s’imposer sur son voisin mahorais, mais sans réel succès.
À la fin du XVIIIe siècle, une riche famille omanaise de Zanzibar s'établit à Tsingoni, et y fait fortune. Le principal héritier de cette famille (Salih ben-Mohammed ben-Béchir el-Mondzary el-Omany) épouse alors la fille du vieux sultan Boina Kombo ben Salim et devient héritier légitime du trône : après avoir abandonné l'Ibadisme pour le Chaféisme en vigueur dans la région, il devient sultan sous le nom de Salim II, jusqu'à sa mort en 1807 ou 1815 selon les sources. C'est notamment lui qui transfère la capitale de Tsingoni à Dzaoudzi, localité alors plus facile à fortifier contre les attaques de pirates — Tsingoni est laissée à l'abandon.
Le dernier sultan shirazien, Mouana-Mâddi, est assassiné en 1829 : son fils Bana-Kombo (ou Bwana Combo) trouve refuge auprès du roi sakalave du Iboina à Madagascar, Andriantsoly, avec lequel son père avait conclu un pacte d'alliance. Andriantsoly aide le jeune Bana-Kombo à reconquérir son trône, et obtient en échange la moitié de l'île. Cet état de fait entraîna rapidement une rivalité entre les deux co-souverains, et après quelques batailles Andriantsoly exila Bana-Kombo à Mohéli. Celui-ci tenta alors de s'allier au sultan local d'origine malgache Ramanateka, qui préféra cependant le spolier pour devenir co-sultan de Mayotte à sa place. Ambitieux, il chasse Andriantsoly de Mayotte en 1836 pour régner sans partage sur l'île, mais regagne ensuite Mohéli. Andriantsoly s'allie alors au sultan Abdallah d'Anjouan pour récupérer l'île. Guerrier converti à l'islam et aussi diplomate respecté auprès des communautés swahilies et malgaches, Andrian Souly devient ainsi le sultan reconnu de l'île dont il s'efforce tant bien que mal de préserver la souveraineté malgré les continuelles hostilités et menaces.
Après un siècle de troubles, Mayotte est totalement dépeuplée, passant de 12 000 habitants au XVIe siècle à moins de 5 000 lors des premiers recensements effectués après la prise de possession de l'île par les Français en 1843. De nombreuses localités pourtant jadis prospères sont abandonnées telle la capitale Tsingoni, délaissée vers 1795 pour le rocher fortifié de Dzaoudzi. La Grande Terre n'est alors réellement peuplée que sur la pointe Choa (Pointe Mahabou à Mamoudzou), tandis que de rares hameaux occupent le reste de l'île.

## Hégémonie sakalave, puis française
Mayotte a eu beaucoup plus d'échanges avec les rivages malgaches que les autres îles des Comores de sa proximité géographique.
Vers 1830, un chef de province militaire autonome de Madagascar, nommé par Radama Ier, roi des Hovas/Mérinas, s'assimilant au précédent roi décédé en 1828, vainc le roi des Sakalava, Tsy Levalou régnant à Iboina. Le roi déchu échappe à la haine des Hovas et d'une partie des siens, et s'enfuit de son trône avec sa cour et une fraction de son armée au-delà des rivages malgaches à Nosy Bé. Le sultan de Mahoré en guerre avec les îles voisines et souhaitant extirper la piraterie de ses rivages fait appel au service du souverain exilé, poursuivi et contraint de gagner sa vie en mercenaire.
Dès 1832, la souveraineté du sultan est restaurée sur l'île. Elle est enfin reconquise après trois longues années de haute lutte par le chef sakalave qui, séduit par la famille de son hôte, se convertit sous le nom Andrian Souly. Il est ensuite nommé Andriantsoly après son mariage avec la fille du sultan et reçoit pour sa probité et sa loyauté une partie de l'île, avant d'hériter du sultanat.
Mais l'île au grand lagon ne cesse d'être l'objet des rivalités locales. En 1833, l'île est momentanément conquise par Mohéli, puis le 19 novembre 1835, le sultan d'Anjouan irrité par les nouveaux venus impose son arbitrage et en prend possession. En 1836, au terme d'épuisantes épreuves de force, le sultan de Mayotte obtient sa reconnaissance et l'indépendance de l'île.
Sans flotte de guerre, il ne peut que perdre le contrôle de l'île. Il recherche des protecteurs pour garantir la sécurité des habitants en cas de reprise des hostilités. Missionnés pour organiser l'installation à Nosy Be à partir de 1841, les militaires français, dirigés par Hell, Jéhenne et Passot, sont intéressés par le nord de Madagascar car ils anticipent les puissantes mutations en cours de la navigation maritime. Le clipper et le navire à vapeur commencent à changer les routes maritimes séculaires dans l'océan Indien, une meilleure cartographie et la maîtrise instrumentale de la position géographique rendent moins dangereux les parages coralliens. C'est pourquoi les Français tendent à investir la côte nord-ouest de Madagascar. Le 25 mars 1841, le sultan opère la cession de sa souveraineté de Mayotte à la France par une simple vente où il obtient du commandant de vaisseau de La Prévoyante, Pierre Passot, une rente viagère personnelle de 1000 piastres et quelques promesses.
Les négociateurs français sont ravis car si, en géologues amateurs, ils ont découvert des anses naturelles au milieu de coulées de laves et de coraux, ils reconnaissent aussi des havres idéaux, protégés des courants pour leurs bateaux de guerre. Cette cession est ratifiée après une enquête demandée par le souverain Louis-Philippe et ses ministres, doutant du pouvoir réel d'un surprenant sultan vendeur. Ainsi, après de fastidieuses vérifications, la prise de possession officielle avec installation du drapeau flottant a lieu le 13 juin 1843.
Entre-temps, les marins français patients avaient assuré la protection de Mahore. Les descriptions de l'île portent souvent sur sa partie Nord-Est, caractérisée par une langue de terre de 5 à 6 mètres au-dessus du niveau marin, appelée la péninsule de Choa. Droit en face, sur une petite presqu'île de sables amoncelés de coraux au nord-ouest de l'îlot de Mayotte ou île de Pamandzi, s'élève le rocher de Zaouzi, prononcé Dzaoudzi. Le canal qui sépare les deux pointes de la Grande Terre et de l'îlot a 1 200 mètres de long. Selon les descriptions encyclopédiques de l'époque, les deux pointes abritent chacune un village typique : Choa est essentiellement peuplé de Sakalaves, Dzaoudzi, son rocher fortifié et son port aux boutres appartiennent à des Arabes. C'est sur ce dernier centre et îlot idéal pour le mouillage des gros navires que les prévoyants marins français jettent leur dévolu.
Mais ils ne font que reprendre avec vigueur un lointain héritage du sultanat de Mayotte. Dès 1845, le réaménagement de bâtiments mieux adaptés à l'autorité, sous forme d'extensions et de surélèvements plutôt que des complètes construction ex nihilo, est achevé en face de la grande rade. Et ainsi apparaissent les blancs bâtiments de gouvernement et d'administration, un hôpital civil et militaire, un corps de garde proche de l'entrée principale de la forteresse, un arsenal du génie près du port aux boutres arabes. L'ancien palais des sultans reste un lieu préservé pour maintenir l'échange et les rencontres avec les administrés mahorais, arabes et sakalaves. La rassurante présence française concilie les représentants des communautés et permet d'apaiser les violentes tensions et querelles internes que la piraterie incontrôlée avait exacerbées. Mais dans le canal du Mozambique, une sourde rivalité anglaise est désormais née, elle est appelée à se déployer pendant des décennies.
Tout au long des rivages ou dans ses parties les plus fertiles et accessibles de la Grande Terre, des domaines esclavagistes sont installés. L'intérieur de la Grande Terre est couverte de végétation verte et dense, quoiqu'en maints endroits les zones montueuses restent dégradées par les pillages des grands bois organisés régulièrement par les maîtres des domaines. Il existe ainsi de nombreux dédales de végétations où se nichent des cases de paysans pauvres. Ses populations libres, non recensées fuyant au besoin leurs habitations sommaires pour d'autres repères moins accessibles, évitent plus qu'ils ne combattent leurs possibles persécuteurs. Ces Mahorais de culture swahilie se regroupent par intérêt, s'affrontent parfois, se plaçant au besoin sous la protection ou l'arbitrage religieux du sultan. Derniers venus avant l'hégémonie française, Sakalaves et Antalaotsi adoptent irréversiblement ces deux modes de vie suivant leur cohésion : ils essaient vainement de s'organiser entre ces deux extrêmes, la vie domaniale impérativement hiérarchisée et inégalitaire en liaison avec le monde marchand, le monde paysan communautaire libre et souvent précaire du fait de l'absence de titre de propriété garanti par un système de défense efficace ou un pouvoir fort. Une conversion religieuse à l'Islam leur permet de bénéficier d'une meilleure reconnaissance auprès des populations mahoraises et d'une pacification juridique communément acceptée.
Mayotte ne compterait qu'un peu plus de 3 000 habitants permanents. Elle est placée par le chef d'expédition Passot sous l'autorité maritime française. Après son acquisition, elle dépend administrativement du gouverneur de La Réunion, mais l'efficace gouvernement de Mayotte avec sa flotte et son administration modernisée s'étend aux îles françaises les plus proches.
Lui sont rattachées deux îles côtières de Madagascar, Nosy Be (occupée par la France dès 1841) et Sainte-Marie de Madagascar (française depuis 1820), l'ensemble composant la colonie de « Mayotte et Nosy-Bé ».
Au lendemain de sa prise de possession, Passot avait fait procéder à une estimation de la population servile de île qui avait abouti au chiffre de
1 500 individus soit près de la moitié du total. Un document donne la répartition suivante : Sakalava 600, Arabes 700, Mahorais 500, esclaves 1 500, soit, au total, 3 300 individus. Le chiffre de 1 500 esclaves auquel Passot était parvenu en 1843 était le résultat une estimation approximative. En février 1846, il fit procéder à un recensement systématique qui aboutit cette fois à une population servile de 2 733 individus. Le même recensement donnait pour la population libre le chiffre de 2 553 personnes dont 104 Malgaches.
Le 9 décembre 1846, une ordonnance royale portant sur l’abolition de l'esclavage est promulguée à Mayotte. Appliquée en 1848, elle provoque une fuite des maîtres des plantations de Mahoré et de leurs esclaves obéissants, qui espèrent trouver ailleurs des terres à mettre en valeur sans cette contrainte. Cet exode rapide favorise l'installation de planteurs français sur la Grande Terre. Les créoles monopolisent alors les meilleures terres, là où ils ont remarqué la profonde décomposition des anciennes laves en sols rouges. Une gestion hydraulique grâce à des retenues d'eau sur des tapis naturels d'argiles peut être améliorée. L'ordre français semble favoriser ces coûteux aménagements.

## Période coloniale

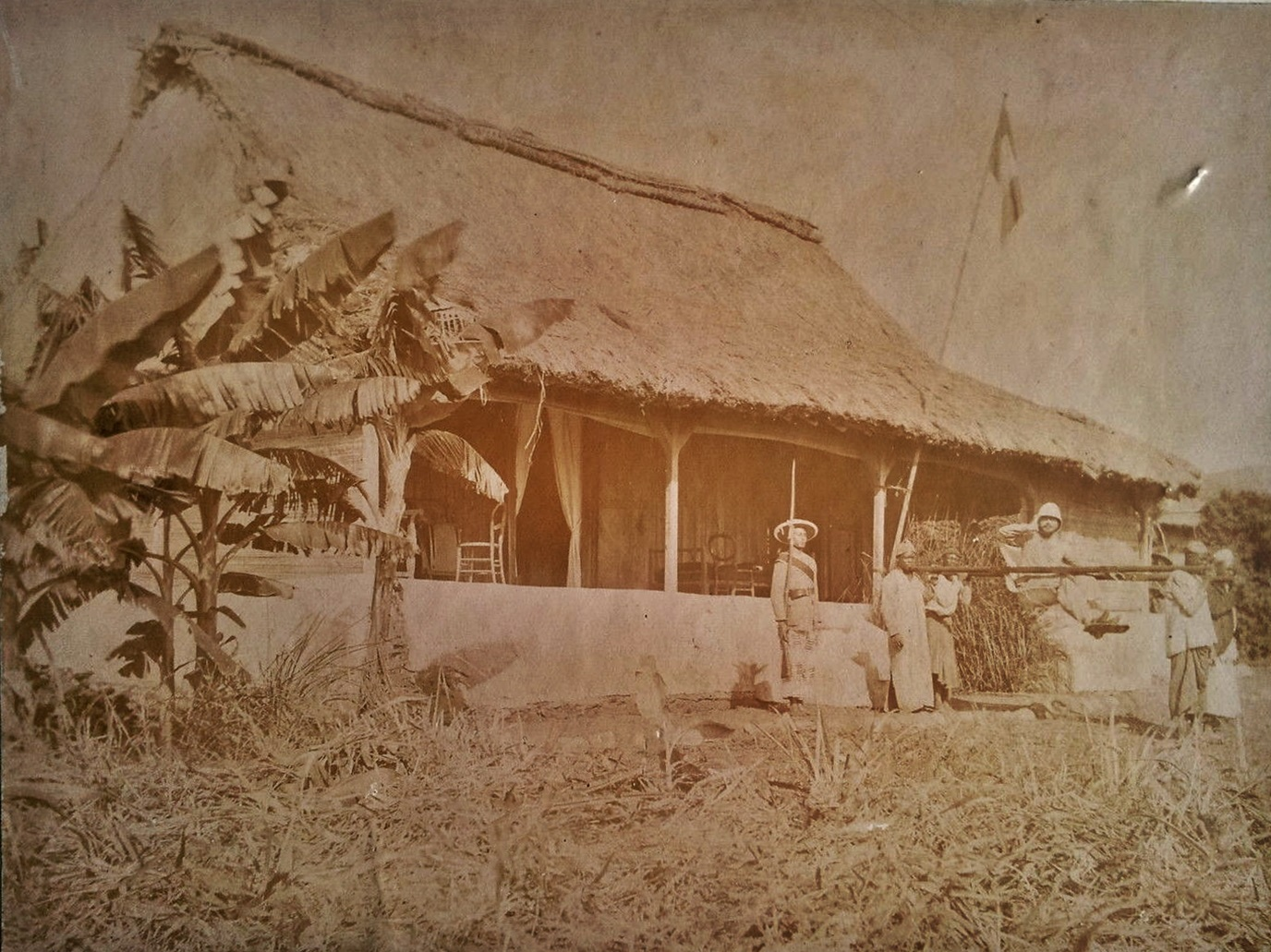
Administrateur colonial à Mayotte, fin XIXe siècle

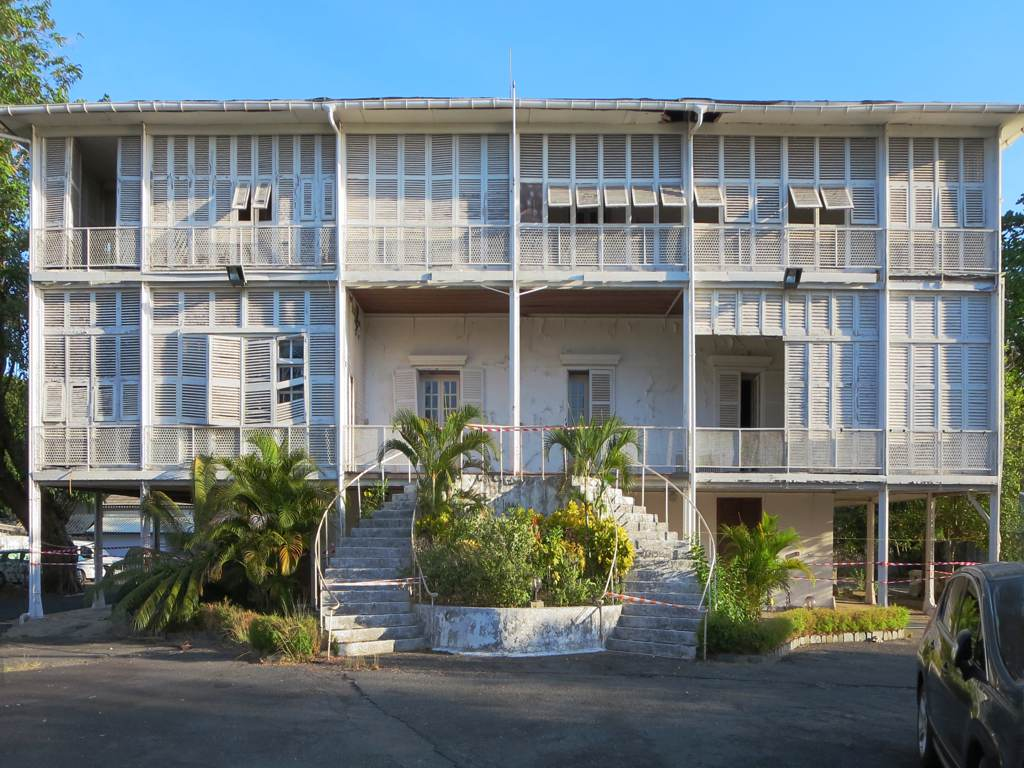
L'ancienne préfecture, réaménagée en 1881.

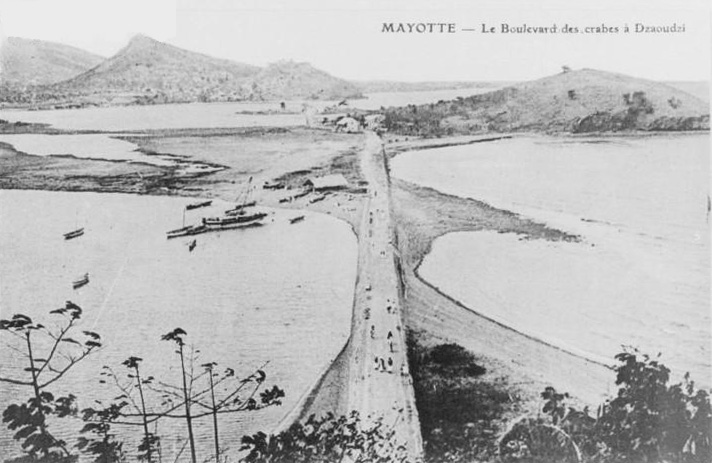
Le boulevard des crabes de Dzaoudzi en 1928.

La souveraineté française sur Mayotte advient à un moment assez singulier, la France de Louis-Philippe n'ayant pas de politique coloniale en dehors de l'Algérie (conquise par son prédécesseur). Cet événement est également indépendant du partage de l'Afrique issu de la conférence de Berlin qui n'aura lieu qu'après 1885. Ainsi, c'est sans réel projet que le gouvernement français accueille ce nouveau territoire, qui va peiner à se trouver une vocation dans le réseau économique de l'empire.
Mayotte constitue surtout une île vidée de ses habitants par des décennies de pillages, ainsi que par l'exode des anciens maîtres et d'une partie de leurs esclaves : la plupart des villes sont à l'abandon, et la nature a regagné ses droits sur les anciennes zones agricoles. L'administration française tente donc de repeupler l'île, en rappelant tout d'abord les Mahorais réfugiés dans la région (Comores, Madagascar...), en proposant aux anciens maîtres exilés de revenir en échange d'un dédommagement, puis en invitant des familles anjouanaises fortunées à venir s'implanter. La France lance quelques premiers grands travaux, comme la réalisation en 1848 du Boulevard des Crabes reliant le rocher de Dzaoudzi à Pamandzi et au reste de Petite-Terre. Jusque dans les années 1870, la présence française est essentiellement cantonnée à Petite-Terre et même quasiment au rocher de Dzaoudzi, qui constitue un fort naturel, un point d'observation et une rade utile, ainsi qu'un site de villégiature réputé plus salubre que Grande-Terre, où sévit le paludisme. 
Une présence religieuse est attestée sur l'île dès 1844 (Jésuites, Spiritains, Capucins, puis religieuses de Saint-Joseph de Cluny), mais aucune « mission civilisatrice » ni de conversion religieuse ne sera jamais entreprise, l'administration préférant s'appuyer sur les structures sociales existantes, notamment le conseil cadial en ce qui concerne l'état civil et la justice non criminelle. 
Obéissant au dernier vœu du sultan, les Français installent une première école à Dzaoudzi, le 27 juillet 1851. Le gouvernement de Mayotte qui y siège, appuyé par la flotte française, administre plus de 24 300 habitants d'îles, réparties sur trois secteurs assez éloignés : Helleville ou Nossi Bé, Sainte-Marie et Mayotte qui comptent respectivement 15 000, 5 900 et 3 400 habitants recensés.
De 1846 à 1886, Mayotte dépeuplée est une piètre et éphémère colonie sucrière. Le roseau sucré est cultivé sur la Grande Terre.
En 1856, un travail forcé est établi pour remédier à l'absence de main d'œuvre, il provoque la révolte de Bakari Koussou le 18 mars 1856, réprimée dans le sang. Les travailleurs des plantations en nombre insuffisant sont en particulier soumis à des conditions de travail inhumaines. Très vite, les planteurs français qui ne veulent pas perdre le bénéfice des bons sols mahorais modernisent les installations de traitement de la canne à sucre. Alors que la population de simples travailleurs de plantations s'accroît après 1860, des usines à sucres modernes naissent à Debeney (Dembeni), Kaweni et Dzoumogné. La production annuelle de sucre atteint 1 500 tonnes et pourrait être étendue au besoin sur 8 000 ha de terres cultivables, soit le quart de la superficie de l'île. Mais les années 1880 confirment le déclin de l'activité sucrière, soumise à une forte concurrence internationale.
Toutefois, les domaines ont déjà diversifié leurs productions : ils cultivent de la cannelle, du poivre, du girofle et du café qui poussent bien sur les sols rouges. Ils vendent aussi des fibres cellulosiques : coton et sisal, tout en gérant de façon spéculative leurs réserves de bambous géants, lianes et « bois noirs ». Ils importent de l'île de la Réunion des lianes de vanilles. Les bois de construction sont rares car, attestant des défrichements multiséculaires, il y a peu de grandes forêts avec des reliquats de takamaku blanc, de bois d'ébène et de bois de natte. Il ne reste que le bois de cocotier commun.
En 1870, le procureur impérial de Pondichéry Alfred Gevrey remet à Napoléon III un rapport sur Mayotte : s'il se montre confiant sur l'avenir sucrier et caféier de Mayotte (qui ne verra jamais vraiment le jour), il prévient que les nombreux marais nourrissent de nombreuses maladies paludéennes et qu'un Européen y possède une espérance de vie située entre trois et dix ans.
En 1886, Léon Humblot, un naturaliste amateur devenu aventurier politique, convainc le gouverneur de placer la Grande-Comores, où il a des intérêts, sous protectorat français. L'hégémonie française sur les Comores porte au paroxysme la rivalité franco-germano-anglaise. Puis la tension guerrière retombe en 1890, alors que les contentieux disparaissent subitement par un accord diplomatique entre les deux puissances coloniales : les Anglais obtiennent le sultanat de Zanzibar et la sécurité de leurs places dans l'océan Indien, les Allemands le Tanganyika, les Français sont désormais sans rivaux aux Comores et à Madagascar. Toutefois, l'ouverture à la même époque du Canal de Suez rend les comptoirs du canal du Mozambique beaucoup moins intéressants et l'activité portuaire s'effondre brutalement, plongeant les cités portuaires swahilies dans une crise durable.
Le 30 mars 1896, le protectorat s'étend sur l'ensemble de l'archipel, Mamoudzou en devient la capitale. Le 9 avril 1908, Mayotte, au statut de colonie, et les trois îles comoriennes, au statut de protectorat, sont rattachés au gouvernement général de Madagascar. Le 25 juillet 1912, la France confirme par une loi la précédente annexion de l'ensemble de l'archipel. Celui-ci est désormais placé sous la dépendance administrative régionale de Madagascar. Désormais Mayotte n'est qu'une des quatre îles des Comores sous la vaste égide malgache. Noyé au sein de l'immense gouvernement français de Madagascar, les Comores souvent méconnues sont oubliées pendant l'apogée coloniale française des années 1930, alors que la réalité du pouvoir passe par les intérêts des comptoirs des puissantes sociétés commerciales, telle la société coloniale homonyme du lieu de sa fondation Bambao, sur l'ile d'Anjouan.
Confrontés à une baisse de leurs revenus avec l'effondrement de l'industrie sucrière, les domaines mahorais prennent en partie modèle sur les pratiques culturales des populations mahoraises les plus modestes qui marquent les zones habitées, par des champs de manioc environnés de bananiers et de cocotiers. La distillation traditionnelle par alambic de plantes à parfum les incite à étendre les cultures traditionnelles de basilic, de citronnelle, de palmarosa ou commencer la culture d'ylang-ylang. Pour cette culture, Denis de Bellemare importe dans son domaine de Kangani en 1905 des plants de Cananga odoranta, dont il adapte la pratique culturale sous forme de sarments développés par contrainte en branches tordues à hauteur d'homme.
Pendant toute la première moitié du XXe siècle, un état de déréliction s'installe durablement sur tout l'archipel ; de nombreux Comoriens quittent leur contrée natale pour gagner les côtes de l'Afrique ou Madagascar et y tenter leur chance, parfois avec succès, créant une diaspora dans tout l'océan Indien occidental. Pourtant beaucoup reviennent avec en tête l'utopie nationaliste. Ils se sentent frustrés de toutes les commodités d'un progrès inenvisageable dans leur pays figé dans des structures qui ont résisté tant bien que mal aux dernières offensives colonialistes des années 1930. Cet état de déréliction de l'économie, le désintérêt de l'État français qui n'a plus de facto qu'un pouvoir nominal, l'abandon des populations fidèles à la France qui rend justice des droits et des devoirs ne sera dénoncé que dans les années 1960 par quelques Français intéressés par le monde maritime. Paul-Émile Victor et les rédacteurs de l'encyclopédie Marco Polo tirent ainsi une sonnette d'alarme, totalement inaudible pour les représentants métropolitains, au début des années 1970.

## Émancipation des Comores et dissidence de Mayotte

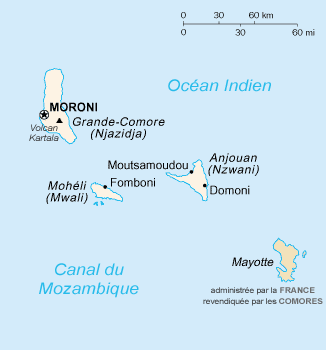
Aujourd'hui les Comores en haut à gauche sont un territoire séparé de Mayotte en bas à droite.

Mayotte représentée sur la carte des départements français.

En 1947, les quatre îles des Comores obtiennent une autonomie administrative et à la suite du référendum de 1958, restent territoire d'outre-mer. L'instabilité politique de l'archipel s'accroît, focalisée par la lutte entre le Rassemblement démocratique du peuple comorien et l'Union démocratique des Comores. En 1972, le gouvernement du prince Saïd Ibrahim (1911-1975) est mis en minorité, remplacé par celui du prince Saïd Mohamed Jaffar (1918-1993) contraint à son tour à démission le 19 octobre suivant. En septembre 1972, empruntant une idée fédératrice, celle de la revendication d'indépendance, aux membres du Mouvement de libération nationale des Comores (Molinaco), réfugiés à Dar es-Salaam, les formations majoritaires fusionnent momentanément. Le conseil des ministres de la métropole observant les divergences de vues des appareils politiques, prononcent la dissolution de la chambre des députés du Territoire des Comores le 15 novembre 1972.
Les élections du 3 décembre 1972 confirment le succès de deux partis majoritaires, œuvrant à l'indépendance. La France accepte les négociations mais se trouve embarrassée car, seule île de l'archipel affirmant une dissidence marquée vis-à-vis de ces voisines depuis 1958, Mayotte a voté négativement à la Consultation pour l'indépendance pour conserver ses liens avec la France. Les autres îles déclarent leur indépendance. Le vote est de 63,8 % en faveur de la conservation de ce lien, alors qu'il n'est que de 0,6 % dans les autres îles (soit 99,4 % contre).
La société mahoraise, plus encore que celles des autres îles des Comores, est très peu influencée par le mode de vie occidental et vit au rythme de la vie musulmane traditionnelle. Mais les causes réelles de ce puissant refus sont triples :
- une véritable crainte de l'expansionnisme anjouanais, associé aux humiliations de la période coloniale préservées par une forte mémoire orale séculaire ;
- le transfert de la capitale à Moroni en 1958, effectivement réalisé en 1966, laissant dans un sordide abandon l'îlot de Dzaoudzi trop exigu pour les administrations et causant des pertes d'emplois en cascade dans une île à l'économie moribonde ;
- le statut des femmes dans la société mahoraise.

Jouant sur les rancœurs exacerbées, le Mouvement populaire mahorais (MPM) n'a pas de mal à mobiliser pour la préservation d'une légitime tutelle française. Il bénéficie de surcroît de l'incroyable enthousiasme des femmes mahoraises et de certaines associations pleinement actives à défendre cette dissidence.
Hésitante devant les pressions internationales attisées par la République des Comores qui s'estime flouée d'une part de son territoire naturel, la République française accepte de reconduire un nouveau scrutin pour Mayotte. Le débat à l'Assemblée nationale suscite une motion politique du Rassemblement pour la République qui, voté le 3 juillet 1975, propose une loi de validation d'autonomie île par île.
Mais tout s'accélère : pressé par l'opinion publique comorienne, le président Ahmed Abdallah (1919-1989) proclame l'indépendance le 6 juillet 1975. Le mouvement mahorais entre en dissidence, s'affirme le seul légaliste, et condamne la sortie du cadre des discussions. Un coup d'État organisé le 3 août met en place un gouvernement présidé par le Jaffar, homme de paille d'Ali Soilih. En septembre, les révolutionnaires capturent à Anjouan le président Ahmed Abdallah en résistance et contrôlent l'essentiel des trois îles. Des négociations commencent toutefois à Paris, mais en octobre 1975, l'ONU reconnaît l'État comorien dans les limites définies avant 1975, mettant un point final à la négociation laborieusement ouverte. Par peur de représailles sur ses ressortissants, la France décide de retirer tous ses agents et fonctionnaires des Comores. Les services restent sans techniciens, les lycées vides d'enseignants. Alors qu'ils partent dans l'anonymat ou sous des huées dans le reste des Comores, Mahorais et Mahoraises les retiennent et s'opposent à ceux qui voudraient abandonner, par crainte des troubles à venir, le service public. Le 21 novembre 1975, Ali Soilih organise une marche rose, pacifique, pour reprendre Mayotte mais échoue à convaincre les dissidents mahorais.
La France organise un référendum spécial le 8 février 1976, les habitants de Mayotte confirment encore plus massivement leur premier vote avec plus de 90 %. Le gouvernement est à nouveau dans un réel embarras pour justifier sa politique internationale de non-intervention et les accords préexistants : l'île se retrouve prise dans une contradiction entre deux principes fondamentaux du droit international, le droit des peuples à disposer d’eux-mêmes (en faveur d'une Mayotte française) et le droit à l’intégrité territoriale des États (en faveur d'une Mayotte comorienne).  Le parlement français entérine les votes mahorais le 24 décembre 1976. Mayotte devient une collectivité territoriale au statut provisoire initial prévu pour cinq années. L'assemblée générale des Nations unies et l'Union africaine condamnent et menacent, la France est isolée.
Entre 1977 et 1978, une intervention de couverture militaire est organisée, affirmant une présence maritime française dans le canal du Mozambique jusque-là délaissé. Une garnison, composée de troupes de la légion et d'infanterie de marine gravite autour la nouvelle base mahoraise gérée par la marine nationale.
Le parlement français perçoit aussi la gageure juridique pour intégrer la population mahoraise. Une administration préfectorale est installée par défaut pour gérer en fonction des principales normes administratives la collectivité mahoraise. Si le droit français s'applique, le droit traditionnel musulman peut également y être appliqué au gré des justiciables par les tribunaux locaux présidés par les cadis (de l'arabe : قاضي (qāḍī) signifiant juge).
Le parlement proroge par la loi du 22 décembre 1979 une nouvelle période quinquennale le statut de la collectivité de Mayotte, qui se voit dotée d’un statut ad hoc et un peu bricolé de « collectivité d’outre-mer à statut particulier ».

## Mayotte, collectivité française

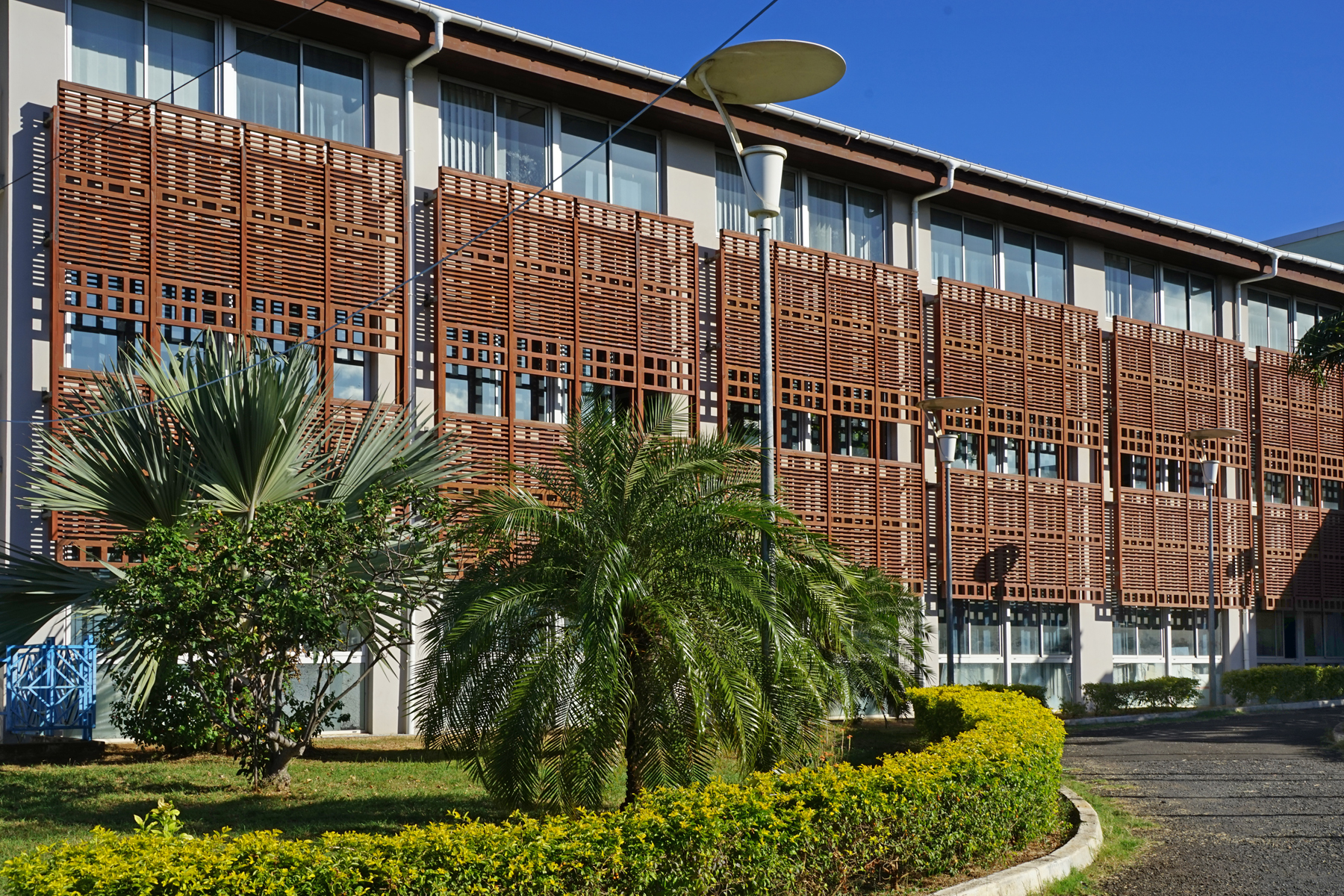
Le conseil départemental à Mamoudzou.

Depuis 1975, l'île de Mayotte est toujours revendiquée par l'Union des Comores et l'Union africaine reconnaît ce territoire comme occupé par une puissance étrangère. En 1976, la RFI des Comores a saisi le Conseil de sécurité des Nations unies qui rejette la demande de reconnaissance de la souveraineté de la RFI des Comores sur Mayotte par 11 voix pour et une voix contre (« véto français »). Durant ce temps, les élus de Mayotte, fortement poussés par la population, tentent d'obtenir de la France le statut de département français afin d'assurer un ancrage définitif de l'île au sein de la République Française. Le 24 décembre 1976, la loi faisant de Mayotte une collectivité territoriale est votée.
Le 11 février 1977, décret no 77-129, fixe le chef de Mayotte à Mamoudzou, même si Dzaoudzi-Labattoir reste le chef-lieu transitoire, en attendant qu'un arrêté ministériel officialise définitivement ce transfert.
La situation économique dans l'État comorien est de plus en plus précaire, les libertés politiques sont remises en cause. En 1978, 8 000 réfugiés comoriens vivent à Mayotte qui ne compte encore que 47 000 habitants.
L'installation de la garnison et de la nouvelle administration préfectorale française, calquée sur celle de la métropole, provoque un afflux monétaire sans précédent. Les meilleurs agriculteurs délaissent leurs champs pour prendre un emploi de service à faible qualification. Le passage du SMIC à 800 Francs détermine le retrait des sociétés coloniales : elles vendent leurs terres à la France. Ainsi échoient à l'autorité politique et administrative coup sur coup deux adaptations à l'économie moderne : la production de cultures vivrières et la mise en valeur des ressources locales pour l'exportation.
Le premier septennat de François Mitterrand ne s'intéresse guère à Mayotte, surtout que le président s'était plutôt rangé du côté comorien à l'époque de l'indépendance. Mais à partir des années 1990, on note un fort investissement économique français et un profond changement de la société mahoraise.
En 1995, face à la croissance de l'immigration en provenance des autres îles comoriennes, le gouvernement Balladur abolit la libre circulation entre Mayotte et le reste des Comores. Les Comoriens sont dès lors soumis au régime des visas. Le 27 janvier 2000, les principaux partis politiques de Mayotte signent « l’accord sur l’avenir de Mayotte » et sur son édification en collectivité départementale.
En 2000, le gouvernement de Lionel Jospin soumet à référendum local un nouveau statut de « collectivité départementale » (qui ne changeait en réalité quasiment rien au statut juridique de Mayotte), et prévoyait un nouveau débat statutaire dix ans plus tard : dans la ligne qui fut celle de Jacques Chirac et Michel Rocard, l'enjeu était d'opérer le rattrapage économique et social avant la réforme statutaire. 
Le 11 juillet 2001, une nouvelle consultation électorale approuve à 73 % la modification du statut de l'île qui change pour un statut assez proche de celui des départements d'outre-mer : une collectivité départementale d'outre-mer. Le 28 mars 2003, la constitution française est modifiée et le nom de Mayotte est énuméré dans l'article 72 concernant l'outre-mer.
Du côté des Comores, la question de Mayotte perd peu à peu son importance. Ainsi, depuis 1995, la question de Mayotte n'a plus été inscrite à l'ordre du jour de l’Assemblée générale de l'ONU. En 2005, le colonel Azali Assoumani, président des Comores depuis 1999, a déclaré qu'« il ne sert plus à rien de rester figé dans nos positions antagonistes d’antan, consistant à clamer que Mayotte est comorienne, pendant que les Mahorais eux se disent Français ». Il autorise donc Mayotte à se présenter aux jeux des îles de l'océan Indien sous sa propre bannière.
Depuis le rattachement à la France, l'immigration clandestine venant essentiellement d'Anjouan (l'île la plus proche) n'a fait que s'accentuer. En 2005, près de la moitié des reconduites à la frontière effectuées en France l'ont été à Mayotte.
Cette question de l'immigration crée aujourd'hui des tensions locales. Jusqu'à présent, les immigrés clandestins comoriens, venus chercher l'Eldorado, servaient souvent de main-d'œuvre bon marché, dans des conditions de travail proches de la condition d'esclave, pratique courante depuis des années et exercée en toute impunité par certains entrepreneurs mahorais.[réf. nécessaire] Aujourd'hui, alors que la politique intérieure de la France s'est resserrée et que la démographie locale ne fait qu'augmenter : la maternité de Mamoudzou enregistre le plus grand nombre annuel de naissances en France avec 7 300 bébés nés en 2014 dont 20 % des mères étaient des comoriennes non régularisées (40 % des mères de la maternité sont comoriennes) en 2017. Le désir de refouler ces clandestins vers les Comores se fait de plus en plus sentir. Aucune structure n'existe pour aider ces clandestins, aucun service social hormis la DDASS, et la coopération entre la France et les Comores reste embryonnaire sur la question de la santé, malgré la présence de coopérants français médicaux à Anjouan.

## Mayotte, département français

### Départementalisation
L'île est départementalisée à partir de 2011.

### Suite
Mayotte connait dans les années 2010 et 2020 plusieurs crises : une crise migratoire, mouvement social de 2018 à Mayotte, et une crise de l'eau en 2023. L'opération Wuambushu est organisée pour faire face à la crise migratoire. En juillet 2025, le Parlement français adopte, le projet de loi pour « refonder » Mayotte. Un vote  du Sénat, à 228 voix contre 16, ce projet de loi est prédestiné a lutter contre la pauvreté à Mayotte.